# Coulée verte René-Dumont
O corredor verde Renée-Dumont (Coulée verte René-Dumont), antigamente conhecido como Promenade Plantée (Caminho Arborizado), é um parque linear no 12.º arrondissement de Paris, na França.

## Localização
Situado sobre o trajeto de uma antiga estrada de ferro, o parque se estende da praça da Bastilha até a porta de Montempoivre, no Bulevar Periférico.
Sua parte ocidental situada sobre o viaduto das Artes é acessível por escadas e elevadores em diversos pontos da avenida Daumesnil; ela é reservada aos pedestres. Sua parte oriental, abaixo das ruas, é planejada para permitir a circulação separada de pedestres e ciclistas.
As estações de metrô mais próximas são: Bastille (linhas 1, 5 e 8), Gare de Lyon (linhas 1 e 14), Montgallet (linha 8), Daumesnil (linhas 6 e 8) e Bel-Air (linha 6). 

## História
O parte segue o traçado da antiga linha de Vincennes, que conectou, a partir de 1859, a estação da Bastilha e Verneuil-l'Étang, passando por Vincennes. Em 1969, uma parte da linha se integrou à Linha A do RER, enquanto o trecho Paris-Vincennes foi abandonado.
A zona foi remodelada a partir dos anos 1980. Em 1984, a estação da Bastilha foi derrubada para dar lugar à ópera da Bastilha. A zona de planejamento Reuilly foi concebida a partir de 1986; situada entre a avenida Daumesnil e as ruas Montgallet e de Reuilly, ela visa a reorganizar o antigo espaço ferroviário em torno de áreas verdes. O parque é, então, concebido para reutilizar o resto abandonado da linha, entre Bastilha e porta de Montempoivre.
O parque foi criado a partir de 1988 pelo paisagista Jacques Vergely e pelo arquiteto Philippe Mathieux. Ele foi inaugurado em 1993. As arcadas do viaduto das Artes foram remodeladas em 1989 pelo arquiteto Patrick Berger. Sobre o trajeto, foi inaugurada, em 1989, a praça Charles-Péguy. O jardim de Reuilly foi concebido entre 1992 e 1998, e o jardim da estação de Reuilly foi criado em 1995. 
O parque leva o nome do agrônomo francês René Dumont (1904-2001), que foi, em 1974, o primeiro ecologista a se candidatar ao cargo de presidente francês.

## Características
O parque é um longo espaço verde que segue o trajeto da antiga linha ferroviária de Vincennes. Ele principia na altura da ópera da Bastilha, no início do viaduto das Artes, e segue 4,7 quilômetros até o Bulevar Periférico, perto da porta de Montempoivre (mais precisamente, na junção do bulevar Carnot, avenida Émile-Laurent e rua Édouard-Lartet, onde é acedido por uma moderna escada em espiral, ou por um declive suave).
A partir da Bastilha, o parque segue na direção sudeste sobre o viaduto das Artes, uma dezena de metros acima da avenida Daumesnil. Cruza a avenida Ledru-Rollin através de uma antiga ponte ferroviária. Deste ponto, é visível, a igreja de Santo Antônio dos Quinze Vintes. Na altura da rua Montgallet e da prefeitura do décimo-segundo distrito, ele passa acima do jardim de Reuilly através da passarela  BZ/12, e desce ao nível da rua. Continua ao longo da aleia Vivaldi.
No final desta, se inclina para leste e segue o antigo traçado ferroviário abaixo das ruas e dos imóveis, passando duas vezes por túneis. Na altura da rua do Sahel, o trajeto se divide: um ramo segue em direção ao Bulevar Periférico e à Porta de Montempoivre; o segundo segue para o sul através da antiga linha de conexão com a Petite Ceinture até a praça Charles-Péguy.
Além do jardim de Reuilly e da praça Charles-Péguy, o parque também é embelezado pelo jardim da estação de Reuilly e pelo jardim Hector-Malot. O parque propriamente dito possui uma área de 3,7 hectares.

## Influência

### No urbanismo
Existem outros exemplos de linhas férreas que foram convertidas em parques ou passeios, mas o corredor verde René-Dumont foi o primeiro exemplo de espaço verde construído sobre um viaduto. Inspirado no corredor verde parisiense, a cidade de Nova Iorque converteu uma antiga linha férrea no parque High Line em 2009. Transformações similares ocorreram em diversas cidades (St. Louis (Missouri), Filadélfia, Jersey City, Chicago, Roterdão, São Paulo etc.). Mesmo em Paris, existem outros parques construídos sobre antigas linhas férreas; no 16.º arrondissement de Paris, entre a porta de Auteuil e a estação La Muette, uma parte da linha de Auteuil foi transformada em passeio. No 17.º arrondissement de Paris, a Promenade Pereire segue o percurso da antiga Petite Ceinture. No subúrbio de Colombes, o corredor verde de Colombes segue o mesmo princípio.

### Na mídia
O parque é cenário de filmes como:
- o videoclipe de Ailleurs (2002), de Keren Ann, realizado por Émilie Chedid.
- Antes do pôr do sol (2004)[1]
- Situation amoureuse : C'est compliqué (2014)[4]

Ele também foi mencionado na novela de ficção científica Olympos (2005), de Dan Simmons.